# Jon Hand
Jon Thomas Hand (Sylacauga, 13 novembre 1963) è un ex giocatore di football americano statunitense che ha militato nel ruolo di defensive end nella National Football League (NFL).

## Carriera
Al college Hand giocò a football ad Alabama, venendo premiato come All-American da The Sporting News. Fu scelto dagli Indianapolis Colts come quarto assoluto nel Draft NFL 1986. Vi giocò per tutta la carriera fino al 1994, guidando per tre volte la squadra in sack, nel 1988, 1989 e 1991. Nel 1989 ebbe una primato in carriera di 10 sack, piazzandosi settimo nella AFC.